# 安齊拉納納二區
安齊拉納納二區，是馬達加斯加的行政區，位於該國北部，由第亞那區負責管轄，首府設於北阿尼武拉努，面積6,025平方公里，2011年人口99,885，人口密度每平方公里17人。